# Craspedoneuron
Genre
Craspedoneuron est un genre obsolète de la famille des   Hyménophyllacées.

## Liste des espèces
Le genre ne comprend que quatre espèces (http://www.ipni.org IPNI - The international plant names index à la date de mai 2012) :
- Craspedoneuron album (Blume) Bosch (1861) : voir Hymenophyllum pallidum (Blume) Ebihara & K.Iwats.
- Craspedoneuron braunii (Bosch) Bosch (1861) : voir Hymenophyllum pallidum (Blume) Ebihara & K.Iwats.
- Craspedoneuron glaucofuscum (Hook.) Bosch (1861) : voir Hymenophyllum pallidum (Blume) Ebihara & K.Iwats.
- Craspedoneuron pallidum (Blume) Bosch (1861) : voir Hymenophyllum pallidum (Blume) Ebihara & K.Iwats.

## Historique et position taxinomique
Roelof Benjamin van den Bosch décrit ce genre en 1861 sur la base de quatre espèces dont deux avaient été placées dans le genre Pleuromanes par Karel Bořivoj Presl. Comme Karel Bořivoj Presl, si le classement primitif dans le genre Trichomanes était justifié par une indusie tubulaire, Roelof Benjamin van den Bosch constate des particularités suffisamment importantes pour en faire un genre à part entière, distinct du genre Pleuromanes de Presl en raison des deux autres espèces que ce dernier y avait inclus. Comme toutes les espèces que Roelof Benjamin van den Bosch a intégrées dans ce genre sont synonymes, les différences relevées pour justifier le genre sont considérées actuellement comme des différences spécifiques.
La dénomination de Roelof Benjamin van den Bosch n'a plus été reprise par la suite : le terme de Pleuromanes a été préféré pour définir les genres, sous-genres et sections qui comptent l'unique espèce Hymenophyllum pallidum. Il a été considéré historiquement comme un synonyme des genres Trichomanes et Crepidomanes.
En tant que genre, il est donc synonyme actuellement de Hymenophyllum subgen. Pleuromanes en raison de l'unique espèce Hymenophyllum pallidum qu'il comprend et qui y est classée.